# Svatý Kolumbán
Svatý Kolumbán také Kolumbán z Bobbia či Kolumbán mladší (cca 540? Leinster – 23. listopadu 615 Bobbio) byl iroskotským misionářem na evropské pevnině, zejména ve Francii a Itálii. Založil kláštery Luxeuil v Burgundsku a Bobbio v Itálii. Papež sv. Jan Pavel II. jej oficiálně prohlásil za patrona motocyklistů, dále je také vzýván proti záplavám a duševním onemocněním. Jeho atributy jsou holubice (lat. columba), kniha, medvěd, pramen, slunce.

## Život

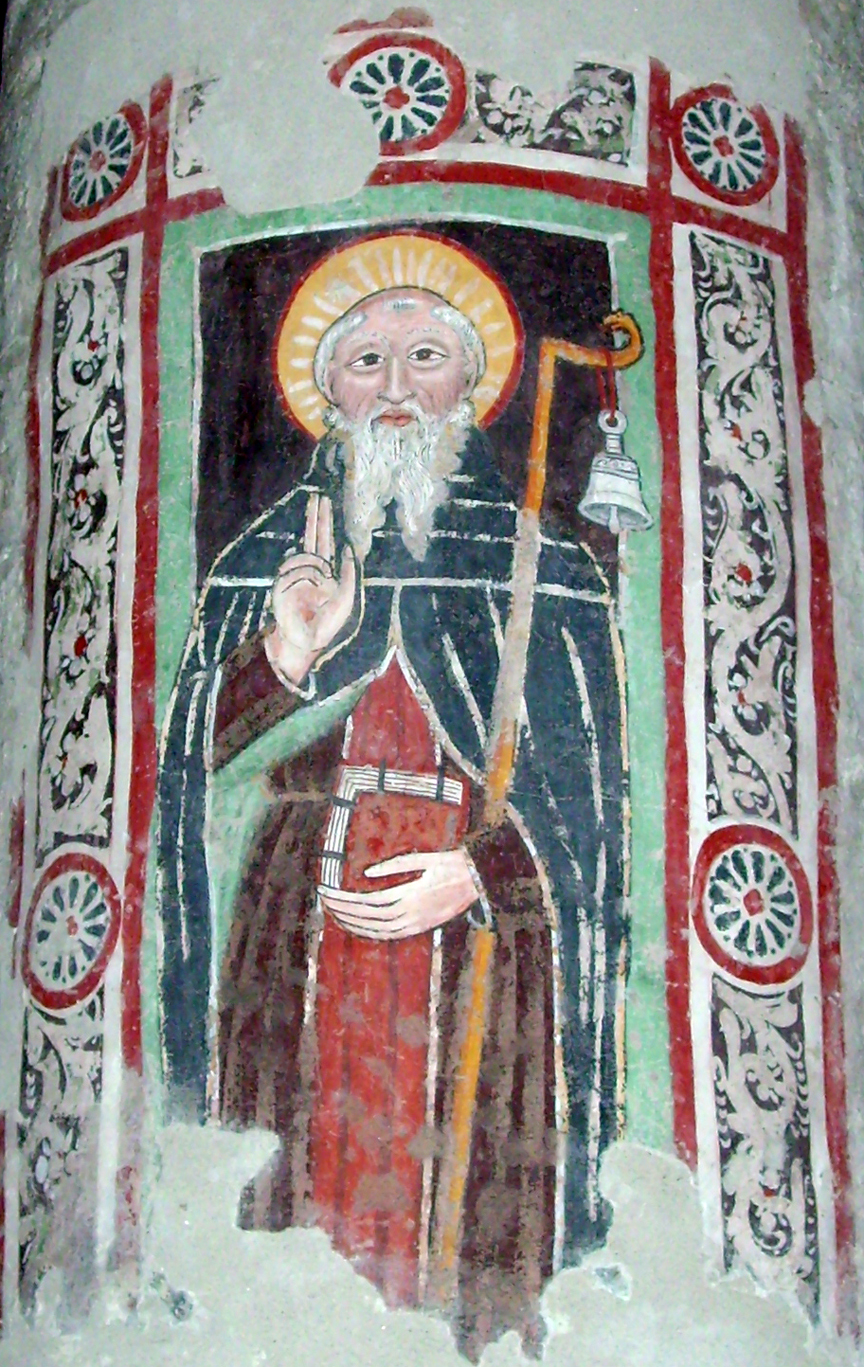
Freska zobrazující sv. Kolumbiána

Kolumbán mladší se narodil přibližně v roce 540 (některé prameny uvádějí dokonce data 525-530 či 543) v jihovýchodním Irsku v provincii Leinster. Nejprve obdržel domácí vzdělání a jeho učitelé jej pak poslali studovat tzv. svobodná umění, kde se stal obdivovatelem Senecy, Horatia, Ovidia nebo Vergilia. Vzdělal se v gramatice, rétorice, geometrii, studoval Bibli.
Ve 20. letech se rozhodl vzdát světských statků a vstoupil do kláštera Cluan-Inis, kde se vzdělával pod vedením opata Sinella, poté do kláštera Bangor na východním pobřeží Severního Irska, kde byl opatem asketický mnich Comgall. V tomto klášteře byl po letech věnovaných modlitbám, askezi a studiu, vysvěcen na kněze. Od svých 50. let působil jako misionář ve Francii, Germánii a Itálii. V Itálii vystoupil proti ariánství.
Zemřel 23. listopadu 615 v Bobbiu, klášteře, který založil.

## Misijní činnost
V roce 590 se Kolumbán vydal s dvanácti průvodci na misijní cestu do Evropy. Nejprve působil jako misionář v Bretani, Galii a Burgundsku, potom se přemístil do Vogéz. Zde postavil několik klášterů, vytvořil pravidla pro život v nich, zavedl zpověď a pokání. První kláštery vznikly na území Francie, v Annegray, v Luxeuil, ve Fontaine. Kolumbánův způsob života a jeho řehole do nich lákaly velké množství mladých lidí, což mělo za následek zvýšenou potřebu výstavby nových a nových klášterů. Například z Fontaine bylo později založeno na padesát nových klášterů, které se řídily Kolumbánovou řeholí.
V Luxeuil žil Kolumbán téměř 20 roků. Dostal se do konfliktu s francouzskými biskupy, protože se snažil o zavedení irské tradice. Kvůli dataci velikonočních svátků byl roku 603 předvolán před synodu. Do konfliktu se dostal také s králem Theuderichem a jeho babičkou Brunhildou, a to za kritiku nemravného života na královském dvoře. Theudorich jeho i ostatní mnichy irského původu dekretem z roku 610 vyhostil ze země, místo do Irska však Kolumbán odjel do Německa, odtud do Itálie, kde byl roku 612 přijat langobardským králem. Od něho dostal pozemky v údolí Trebbia, kde založil svůj nejvýznamnější klášter Bobbio.

## Dílo
- Regula monachorum – řádová pravidla (o správném chování mnichů; tato pravidla byla nějakou dobu rozšířenější než pravidla Benediktova)
- Regula coenobialis – doplněk k řádovým pravidlům (trestní zákoník, zabývající se řešením přestupků mnichů)
- De poenitentiarum misura taxanda – Kolumbán zavedl v Evropě zpověď a pokání a tento spis je upravuje
- latinské básně
- příručka latinské gramatiky

## Citáty

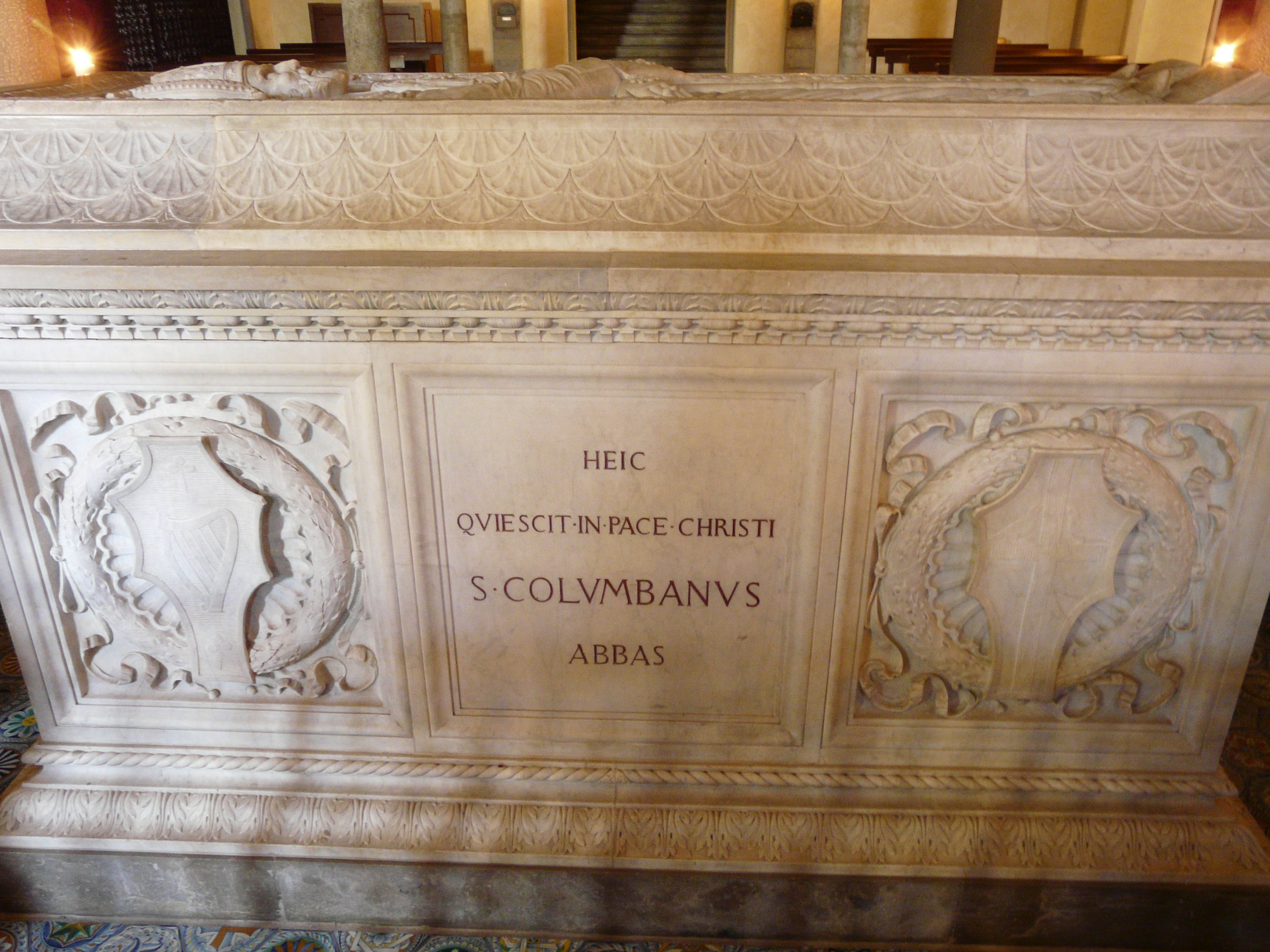
Kolumbiánova hrobka v Bobbiu

„Nehledáme Boha, který přebývá někde daleko od nás, ale toho, kterého máme uvnitř v sobě, jestliže si to ovšem zasloužíme.“
„Hledej nejvyšší vědění ne ve slovní disputaci, ale v dokonalém dobrém životě, ne jazykem, ale vírou, která vychází z prostého srdce a nezakládá se na dohadech učené bezbožnosti.“
„Pravá láska se neprojevuje jen slovem, ale činem, doopravdy. Vracejme tedy Bohu, našemu Otci, jeho obraz neporušený – svou svatostí, neboť on je svatý a říká: Buďte svatí, neboť já jsem svatý. Vracejte mu ho svou láskou, neboť on je láska... Vracejte ho svou dobrotou a pravdivostí, neboť on je dobrota a pravda. Nemalujme obraz, který s ním nemá nic společného.“